# Lucky Lips
Lucky Lips är en sång skriven av Jerry Leiber (text) och Mike Stoller (musik) och ursprungligen inspelad av Ruth Brown 1957 och 1963 av Cliff Richard. Cliffs tyskspråkiga "Rote Lippen soll man küssen" (text av Hans Bradtke) var en #1-hit i det dåvarande Västtyskland.
I Storbritannien nådde den placeringen #4, men i Belgien, Västtyskland, Hongkong, Indien, Israel, Nederländerna, Norge, Sydafrika, Sverige och Schweiz blev den singeletta.

## Utgåvor
| År                           | Titel                       | Cat#             | Noteringar |
| ---------------------------- | --------------------------- | ---------------- | ---------- |
| Storbritannien, maj 1963     | Lucky Lips                  | Columbia DB 7034 |            |
| Västtyskland, september 1963 | Rote Lippen soll man küssen | Columbia C-22563 |            |

## Övriga coverversioner
Med text på svenska av Åke Gerhard som Slit och släng, hade Siw Malmkvist en nio veckor lång hit på Svensktoppen med melodin under perioden 5 november 1966–14 januari 1967, med topplaceringen #2. Denna text speglar det svenska samhället under 1950- och 60-talen.
Låten med text på svenska finns också med på Wizexs album med titeln "Game set & match" från 2016 där de framför låten med Tony Irving.

## Listplaceringar

### Cliff Richards version
| Lista (1963)   | Position             |
| -------------- | -------------------- |
| Danmark        | 1 (DR "Top 20")      |
| Finland        | 2                    |
| Frankrike      | 7                    |
| Irland         | 1                    |
| Nederländerna  | 1                    |
| Norge          | 1                    |
| Storbritannien | 4 (UK Singles Chart) |
| Sverige        | 1 (Kvällstoppen)     |
| Sverige        | 1 (Tio i topp)       |
| Västtyskland   | 1                    |

### Fotnoter
1. ↑  ”Arkiverade kopian”. Arkiverad från originalet den 27 mars 2008. https://web.archive.org/web/20080327223538/http://www.sir-cliff.com/single.html. Läst 31 mars 2008. Cliff Richard singles
2. ↑  Svensktoppen - 1966
3. ↑  Svensktoppen - 1967
4. ↑  ”Smålandsposten”. 25 juni 2009. Arkiverad från originalet den 1 oktober 2011. https://web.archive.org/web/20111001130351/http://www.smp.se/nyheter/kronika/bosse_stroberg/kop-och-slang---dagens-nya-refrang(1384748).gm. Läst 4 juli 2011.
5. ↑  ”siktar-pa-grand-slam-med-sin-nya-musik/”. NSK.se. Arkiverad från originalet den 2 mars 2017. https://web.archive.org/web/20170302031750/http://www.nsk.se/2016/10/27/siktar-pa-grand-slam-med-sin-nya-musik/. Läst 1 mars 2017.
6. ↑  ”Listplacering”. Arkiverad från originalet den 21 mars 2016. https://web.archive.org/web/20160321080725/http://danskehitlister.dk/?hitlist_id=12&y=1963&hitlist_item_id=1001. Läst 16 januari 2022.
7. ↑  ”Listplacering”. http://suomenlistalevyt.blogspot.com/2015/08/rem-rob.html. Läst 16 januari 2022.
8. ↑  ”"infodisc.fr", välj "Cliff Richard" i listan”. http://www.infodisc.fr/Tubes_Artistes_R.php. Läst 16 januari 2022.
9. ↑  ”Listplacering”. http://irishcharts.ie/search/placement?page=1&search_type=title&placement=Lucky+Lips. Läst 16 januari 2022.
10. ↑  ”Listplacering”. https://dutchcharts.nl/showitem.asp?interpret=Cliff+Richard+%26+The+Shadows&titel=Lucky+Lips&cat=s. Läst 16 januari 2022.
11. ↑  Listplacering
12. ↑  ”Cliff Richard Chart History” (på engelska). The Official UK Charts Company. https://www.officialcharts.com/artist/19899/cliff-richard/. Läst 16 januari 2022.
13. ↑  Hallberg, Eric (1993). Kvällstoppen i P3 (1:a uppl.). ISBN 91-630-2140-4
14. ↑  Hallberg, Eric (1998). Tio i topp - med de utslagna på försök 1961-74 (1:a uppl.). ISBN 91-972712-5-X
15. ↑  ”Charts Surfer, söktjänst”. http://www.charts-surfer.de/. Läst 16 januari 2022.